# Coelastrea tenuis
Espèce
Coelastrea tenuis est une espèce de coraux appartenant à la famille des Merulinidae.